# 木和田篤
木和田 篤（きわだ あつし、1963年7月6日 - ）は、ラジオNIKKEIアナウンサーである。東京都出身、立教大学経済学部卒業。1988年入社。阪神ファン。

## 出演番組
- 中央競馬実況中継（実況および進行　原則第1放送）(ラジオNIKKEI(たんぱ)時代から担当)
- 競馬インパクト
- 競馬が好きだ!
- 聴く日経水曜日担当
- 日経電子版NEWS
- BSイレブン競馬中継（JRA競馬中継）・うまナビ!イレブン（BS11）
  - 2015年秋をもって大腸がんの治療のため休職[1]、一度退任したが、2022年1月29日放送より復帰。

## 中央競馬GI実況履歴
- フェブラリーステークス（2001年）
- 高松宮記念（1998年）
- 中山グランドジャンプ（2002年）
- NHKマイルカップ（2000年）
- ヴィクトリアマイル（2009年 - 2015年）
- 安田記念（1995年）
- エリザベス女王杯（1998年）
- ジャパンカップ（2011年 - 2012年）
- ジャパンカップダート→チャンピオンズカップ（2002年、2013年 - 2014年）
- 阪神ジュベナイルフィリーズ（2008年 - 2009年）
- 朝日杯3歳ステークス（1999年）
- 中山大障害（2001年）